# 請作
請作（うけさく）は、平安時代から江戸時代にかけて行われた小作制度。

## 概要
元々、律令制においては1年単位で契約を結ぶ賃租と呼ばれる形態があり、請作はこの流れを汲む制度とされている。すなわち、耕作を希望する者は土地所有者に対して請文と呼ばれる書類を提出して契約を結び、土地を借りて耕作を行い、その収穫の中から土地所有者に対して地子や官物・年貢を納入する制度である。平安時代後期から中世にかけての荘園公領制の下では、対象地は荘園や国衙領に属する土地（通常は散田・一色田など所有者の直轄地）、土地所有者は勧農を行う荘園領主や国司に相当する。契約は春先からの1年単位で、耕作者の土地に対して期間限定の占有権・用益権を持つに過ぎない。その代り土地所有者との間に隷属関係などの身分的な拘束を受けることはなかった。特殊な例として未進などの問題が生じない限りは契約が自動的に延長される永年請作という契約も存在し、実際に所有者との間に身分的隷属の要素を持ちながら子孫に相伝される請作地も存在した。
時代が下るにつれて名主などの有力者が作手・作人となって土地所有者に対して請文を出すものの、作手・作人自身もまた小農民に当該土地を請作させてその中間的な得分のみを獲得するようになった。荘園公領制が解体された江戸時代に入ると、名主（かつては作手・作人を担った）が小農民との間で結んだ請作関係のみが存続し、隷属的要素を持った私的な請負耕作・小作関係を指すようになった。